# Tjeckiens herrlandslag i bandy
Tjeckiens herrlandslag i bandy representerar Tjeckien i bandy på herrsidan. 
Den 6 januari 2014 spelades ett inofficiellt Bandy-EM i Davos, Schweiz för att fira 100-årsjubileet av Europamästerskapet i bandy 1913. Tjeckien mötte Ungern, Nederländerna och Tyskland. Matcherna spelades på Eisstadion Davos i Davos på fullstor plan, matchtiden var 2x30 min. Tjeckien vann bronsmedaljen efter att ha besegrat Tyskland med 9-4.

Truppen till Bandy-EM i Davos 2014:
- Förbundskapten:  Jaroslav Honsů d.ä

| Målvakter |

| Pos. | Ålder | Namn           | Klubb           |
| ---- | ----- | -------------- | --------------- |
| Mv   | 29    | Lukáš Turza    | HC Slovan Louny |
| Mv   | 30    | Miroslav Samec | IHC Bohemians   |

| Utespelare |

| Pos. | Ålder | Namn                | Klubb         |
| ---- | ----- | ------------------- | ------------- |
| A    | 33    | Pavel Hlaváček      | IHC Bohemians |
| A    | 26    | Jiří Doskočil       | IHC Bohemians |
| A    | 28    | Leoš Zacha          | IHC Bohemians |
| F    | 34    | Adam Vála           | IHC Bohemians |
| F    | 20    | Jaroslav Honsů d.y  | IHC Bohemians |
| F    | 23    | Jan Kovář           | IHC Bohemians |
| F    | 26    | Jan Kolinger        | IHC Bohemians |
| F    | 31    | Martin Skácel       | IHC Bohemians |
| F    | 23    | Jiří Končák         | HC Poděbrady  |
| F    | 29    | Jiří Žák            | IHC Bohemians |
| A    | 27    | Miroslav Trpišovský | IHC Bohemians |
| F    | 25    | Karel Veber         | HC Česká Lípa |

VM-debuten skedde 2016. Tjeckien placerade sig på 15 plats efter att, två gånger om, ha besegrat både Kina och Somalia.